# ジョン・エリス (博物学者)

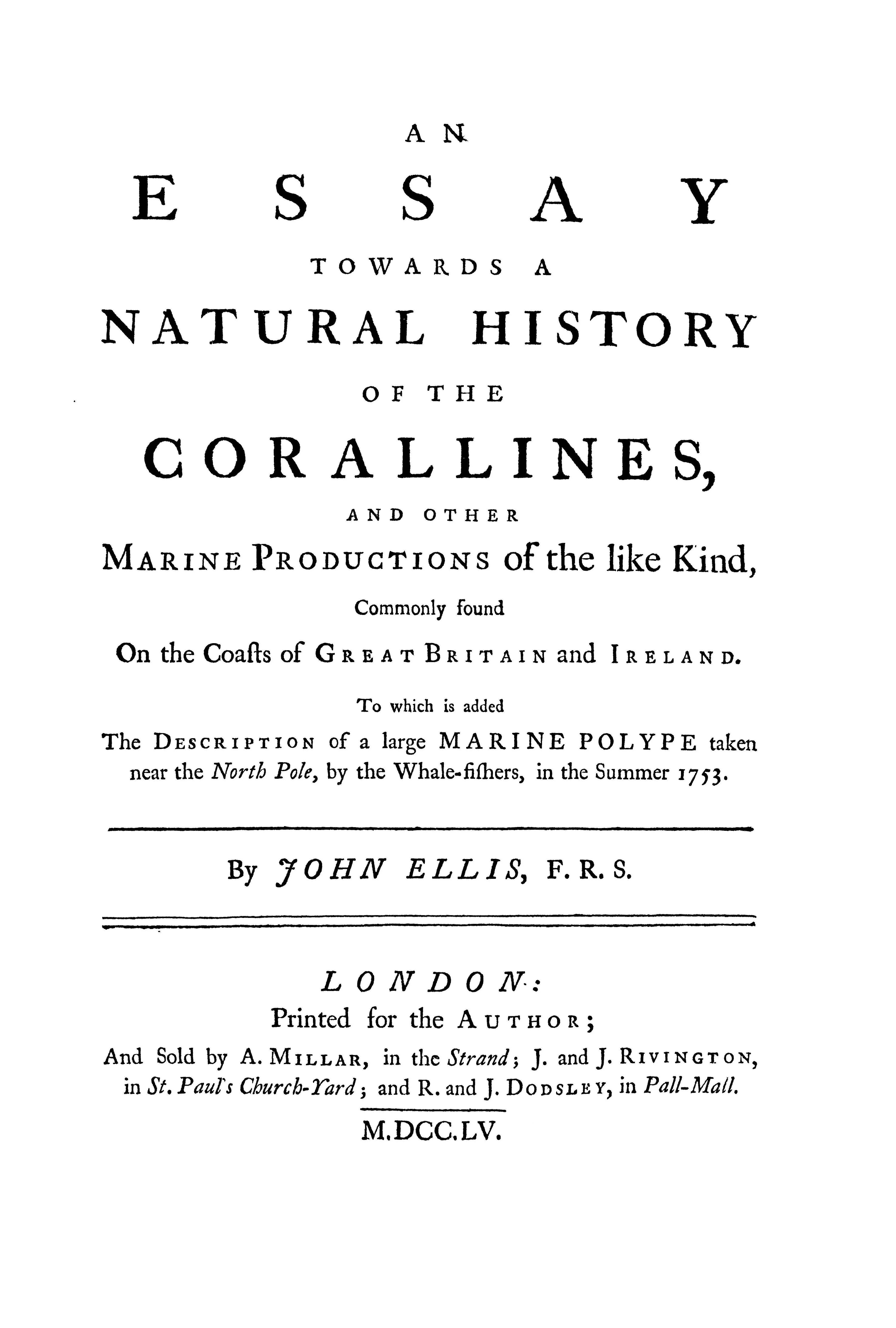
『珊瑚の博物学に関するエッセイ(An essay towards the Natural History of the Corallines)』の表紙

ジョン・エリス （John Ellis、 1710年 - 1776年10月15日）は、アイルランド出身の18世紀イギリスのリンネル商人であり、博物学者である。
エリスは珊瑚の研究を専門としていた。1754年に王立協会の会員に選ばれ、翌1755年に『珊瑚の博物学に関するエッセイ(An essay towards the Natural History of the Corallines)』を発表した。1767年には王立協会からコプリ・メダルを授与された。『多くの珍しく興味深い植虫類の博物学(A Natural History of Many Uncommon and Curious Zoophytes)』は、ダニエル・ソランダーとの共著であり、1776年エリスの死後に出版された。
1764年に西フロリダの王室調査官(Royal Agent)、1770年にはドミニカの王室調査官に任命された。彼はアメリカ大陸からイングランドへ多くの種子や植物を持ち帰り、カール・リンネを含む多くの植物学者たちと文通を行った。1770年の彼の論文『東インドから種子と植物を持ち込む方法( Directions for bringing over seeds and plants, from the East Indies..)』はハエトリグサを描写した初のイラストを含んでいた。